# Folklore
|  | Aquest article tracta sobre els costums i tradicions de les cultures. Si cerqueu sobre la cultura de les classes populars, vegeu «cultura popular». |

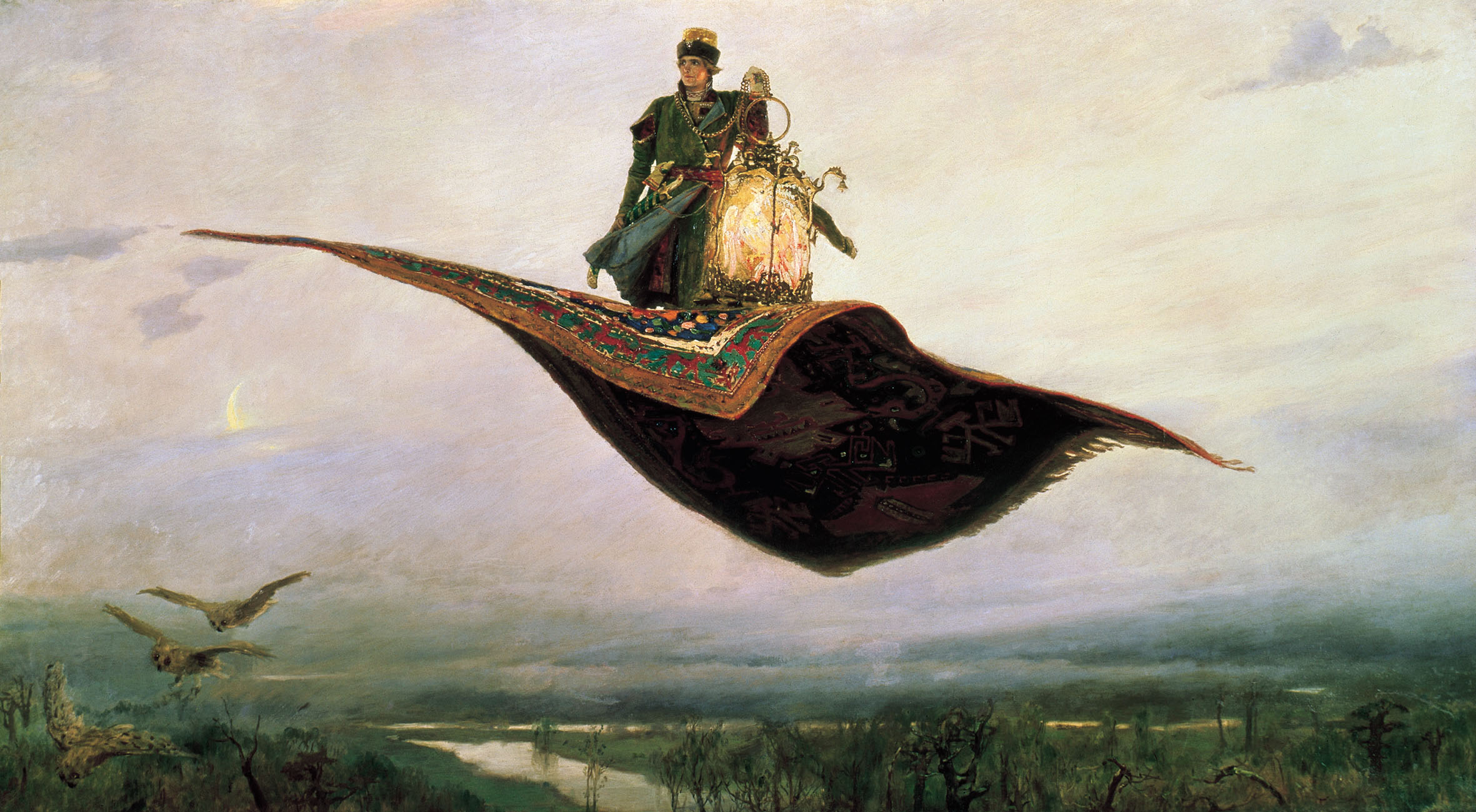
Catifa màgica. Les catifes màgiques eren uns objectes llegendaris que podien transportar persones de forma instantània o molt ràpidament.

El folklore (de l'anglès folk, 'poble' i lore, 'saber' o 'coneixement') és l'expressió de la cultura d'un poble: artesania, balls, festes, costums, contes, història oral, llegendes, música, proverbis, supersticions, etc., comú a una població concreta, incloent les tradicions de la mencionada cultura, subcultura o grup social. A més a més, acostuma a dir-se de la mateixa manera l'estudi d'aquestes matèries. Tanmateix hi va haver molts desacords de referència a què exactament el folklore contenia: alguns parlaven només de contes i creences i d'altres incloïen també festivitats i vida comuna. A diferència de la cultura popular, el folklore posa èmfasi en el component tradicional, mentre que la cultura popular ho fa en la popularitat estrictament contemporània.
El terme anglès «folklore» fou utilitzat per primera vegada el 22 d'agost de 1846 per l'arqueòleg britànic William John Thomson, qui desitjava crear una paraula per denominar el que aleshores es deia «antiguitats populars», i en català al voltant de 1880, però en l’ús col·loquial de la llengua, tant folklore com folklòric han adquirit un sentit despectiu, i per a les seves manifestacions verbals s'imposa el terme etnopoètica. La definició més àmpliament acceptada pels investigadors actuals de l'especialitat és «la comunicació artística en grups petits», proposada per l'investigador de la Universitat de Pennsilvània Dan Ben-Amos. El 1960, la UNESCO va designar el 22 d'agost de cada any com «Dia Mundial del Folklore» com a reconeixement a Thomson.

## El fet folklòric
Perquè una manifestació cultural es consideri un fet folklòric, ha de complir amb algun o tots els següents aspectes: 
1.Ha de transmetre's per via oral.
2.Ha de ser d'autoria anònima.
3.Ha de ser patrimoni col·lectiu de la comunitat representant del lloc on es manifesta aquest fenomen.
4.Ha d'ésser funcional, és a dir, tenir alguna utilitat pragmàtica o complir amb fins rituals.
5.Ha d'ésser durador i perdurable per un temps considerablement  llarg, com a oposició a una moda efímera.
6.Ha de tenir variants múltiples, és a dir que no existeixi una versió oficial del fenomen sinó que es torni a formular cada vegada que emergeixi.
7.Existeixen versions tant urbanes com rurals, sense ser necessàriament una superior a l'altra.
8.Ha d'ésser aglutinant, és a dir, pertànyer o fundar una categoria, corrent, estil, gènere o tipus.

## Classificació
Els elements de folklore es classifiquen habitualment en un dels tres tipus: tradició material, verbal o costumista. En la seva majoria s'expliquen per si mateixos, aquestes categories inclouen objectes físics (folklore material), dites comuns, expressions, històries i cançons (folklore verbal) i creences i maneres de fer (folklore habitual). També hi ha un quart subgènere important definit per al folklore, els jocs infantils a escoles i carrers. Cadascun d'aquests gèneres i els seus subtipus pretén organitzar i categoritzar els artefactes del folklore; proporcionen un vocabulari comú i un etiquetatge coherent perquè els folkloristes es comuniquin entre ells.

## Història

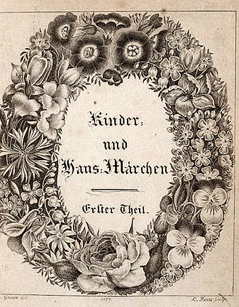
Portada de Kinder- und Hausmärchen dels Germans Grim (1812)

Johann Gottfried von Herder es dedica per primera vegada a enregistrar i preservar deliberadament el folklore per documentar l'autèntic esperit, tradició i identitat del poble germànic. La creença que aquesta autenticitat pugui existir és un dels principis del nacionalisme romàntic que Herder va desenvolupar. Per a Von Herder, les classes camperoles són al mateix temps dipositàries, vehicle i guardians del «geni popular», que es va modelar mitjançant el contacte dels homes amb la terra i el clima i es va transmetre de generació en generació, tant oralment com a les epopeies, contes i llegendes.
Sobre els incentius de Herder, els germans Grimm es van comprometre com a pioners amb l'enorme empresa de recopilar contes orals alemanys, per recuperar el caràcter autèntic d'una cultura nacional perduda per les elits. Així, el 1812 van publicar la primera sèrie de contes tradicionals com a Kinder- Und Hausmärchen (Històries infantils i familiars).
Ràpidament, la iniciativa dels germans Grimm va ser imitada en tota l'Europa de l'Est i l'Oest i als països escandinaus. A partir del segle xix s'emprèn la feina d'educar el poble en el seu propi folklore, que apareix amenaçat de desaparició sota els efectes de la modernitat i la urbanització. Les campanyes de difusió del folklore prenen la forma de veritable propaganda nacionalista, procurant essencialment fer ressaltar l'originalitat i singularitat pròpies del folklore de cada poble, permetent distingir-lo dels veïns i vincular-lo a qui, en el context d'instauració de les identitats nacionals, es designa com els seus avantpassats.
Al principi, el folklore es va limitar a la tradició oral, però cap a la meitat del segle xix s'amplia el seu àmbit, i els compiladors comencen a interessar-se també per diferents produccions que emanen de les cultures populars (creences, medicina tradicional, indumentària, arts o tècniques. No va ser fins al segle XX quan els etnògrafs van començar a intentar registrar el folklore sense manifestar metes polítiques.
Els canvis en les dinàmiques de relació social, especialment a partir de la dècada de 1990, quan emergeixen amb força les tecnologies de la informació i la comunicació, han causat que els gèneres més significatius i prestigiosos del folklore oral tradicional vagin perdent vigència i caient en el desús.

## Estudi del folklore

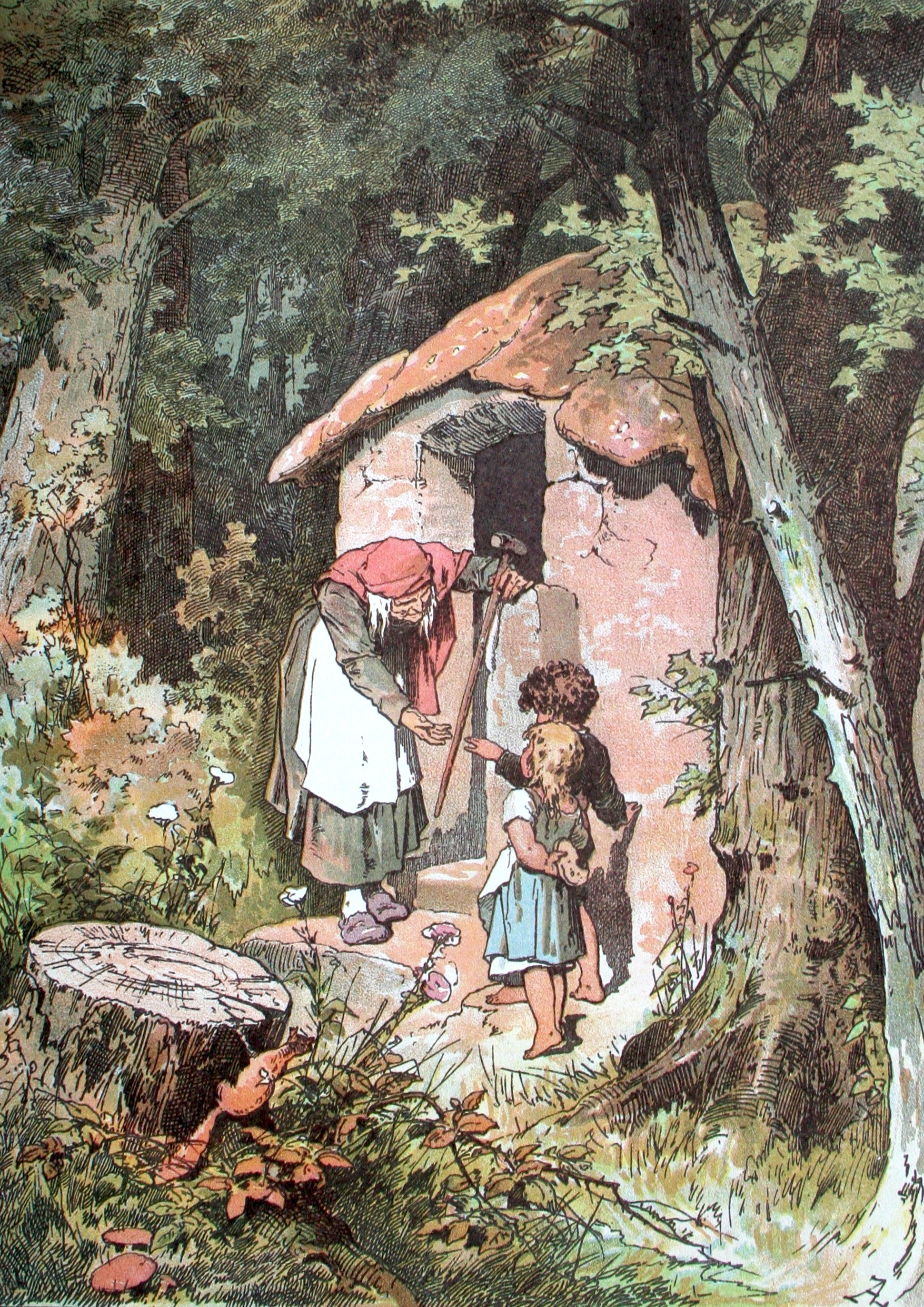
Hansel i Gretel i la bruixa. Il·lustració d'Alexander Zick (1845-1907).

Encara que el folklore pot contenir elements religiosos i mitològics, es preocupa també amb tradicions de vegades mundanes de la vida quotidiana. El folklore relaciona, amb freqüència, allò pràctic i allò esotèric en un mateix bloc narratiu. Ha estat sovint confós amb la mitologia, i viceversa, perquè s'ha assumit que qualsevol història figurativa que no pertany a les creences dominants de l'època no té el mateix estatus que les mencionades creences dominants. Per tant, la religió romana és qualificada de «mitologia» pels cristians. Així, tant la mitologia com el folklore s'han convertit en termes classificadors per a tots els relats figuratius que no es corresponen amb l'estructura de creences dominant.
De vegades el folklore és de naturalesa religiosa, com les històries del Mabinogion gal·lès o les de la poesia escàldica islandesa. Molts dels relats de la Llegenda àuria de Iacopo da Varazze també plasmen elements folklòrics en un context cristià: exemples de la mencionada mitologia cristiana són els temes desenvolupats al voltant de Sant Jordi o Sant Cristòfor. En aquest cas, el terme «folklore» s'usa en un sentit pejoratiu, és a dir, mentre les històries del rodamón Odín tenen un valor religiós per als nòrdics que van compondre les històries, perquè no encaixen en les creences cristianes, no són considerades «religioses» sinó «folklòriques» pels cristians.
Els contes populars són terme general per a diverses varietats de la narrativa tradicional. La narració d'històries sembla un universal cultural, comú, per igual, a les societats bàsiques i les complexes. També les formes que adopten les històries populars són certament semblants d'una cultura a una altra, i els estudis comparatius de temes i formes narratives han tingut èxit en demostrar aquestes relacions.
D'altra banda, el folklore pot usar-se per descriure precisament una narrativa figurada que no té contingut sagrat o religiós. Des del punt de vista jungià, que no és més que un mètode d'anàlisi, pot en lloc seu correspondre a patrons psicològics inconscients, instints o arquetips de la ment. Aquest saber pot o no tenir components fantàstics (com ara màgia, éssers eteris o personificacions d'objectes inanimats). Aquestes històries populars poden sorgir d'una tradició religiosa, però tanmateix parla d'assumptes psicològics profunds. El folklore familiar, com ara Hansel i Gretel, és un exemple d'aquesta subtil línia.
El propòsit manifest del conte pot ser primordialment un ensenyament mundà sobre la seguretat en el bosc o secundàriament un conte cautelar sobre els perills de la fam a les famílies grans, però el seu significat latent pot evocar una forta resposta emocional a causa dels àmpliament compresos temes i motius com ara «la mare terrible», «la mort» i «l'expiació amb el pare». Pot haver-hi un abast tant moral com psicològic a l'obra, així com un valor lúdic, segons la naturalesa del narrador, l'estil de la història, l'edat mitjana de l'audiència i el context general de l'actuació. Els folkloristes s'acostumen a resistir les interpretacions universals dels relats i, on sigui possible, analitzen les versions orals d'històries en contexts específics, més que en fonts impreses, que sovint mostren l'efecte del biaix de l'escriptor o editor.
Els relats contemporanis comuns a l'Occident inclouen la llegenda urbana. Tanmateix, hi ha moltes formes de folklore que són tan comunes que la majoria de la gent no adverteix que són folklore, com ara endevinalles, rimes infantils i contes de fantasmes, rumors (incloent teories conspiratives), xafarderies, estereotips ètnics, costums festius i ritus del cicle vital (bateigs, funerals). Els relats d'abduccions per OVNIs poden ser considerades, en un cert sentit, com actualitzacions dels contes de l'Europa precristiana o també d'històries de la Biblia com ara l'ascensió al cel d'Elies. Adrienne Mayor, en presentar una bibliografia sobre aquest tema, va assenyalar que la majoria dels folkloristes moderns desconeixen els paral·lels i precedents clàssics, en materials que estan només parcialment representat per la familiar etiqueta de «isòpics»: «La literatura clàssica grecoromana conté rics tresors amagats de folklore i creences populars, moltes d'elles amb equivalents a les llegendes contemporànies modernes».
Durant la renaixença, Marià Aguiló i Fuster i Manuel Milà i Fontanals es van dedicar a recopilar i estudiar la literatura oral popular, i a finals del segle xix es va produir els principals estudis sobre folklore català, entre els historiadors més coneguts destaquen Antoni Maria Alcover i Sureda i Aureli Capmany. El 1915 es va crear l'Arxiu d'Etnografia i Folklore de Catalunya i el 1922 l'Associació Catalana d'Antropologia, Etnografia i Prehistòria.

## Folkloristes destacats

### Principat de Catalunya
- Joan Amades, autor del Costumari Català.
- Jacint Verdaguer
- Pau Bertran i Bros
- Pere Català Roca
- Pep Coll
- Josep Maria Pujol
- Carme Oriol i Carazo
- Sara Llorens
- Manuel Milà i Fontanals
- Francesc de Sales Maspons i Labrós
- Valeri Serra i Boldú, folklorista destacat autor de l'Arxiu de tradicions populars.
- Cels Gomis
- Rossend Serra i Pagès
- Joan Tomàs i Parés
- Josep Mainar i Pons
- Aureli Capmany i Farrés
- Palmira Jaquetti i Isant
- Maria del Pilar Maspons i Labrós
- Joan Segura Valls, autor de la Història de Santa Coloma de Queralt, Història del Santuari de Sant Magí, i Història d'Igualada.
- Ramon Violant i Simorra, destacat etnògraf de la regió dels Pirineus, impulsor del Museu d'Indústries i Arts Populars de Barcelona.
- Manel Carrera i Escudé, impulsor i director del portal Festes.org

### Catalunya del Nord
- Esteve Caseponce, recopilador de les Rondalles del Vallespir.[10]
- Jordi Pere Cerdà

### País Valencià
- Enric Valor i Vives, narrador i gramàtic valencià autor de les Rondalles valencianes.
- Joaquim González i Caturla
- Francesc Martínez i Martínez
- Josep Bataller i Calderón
- Joan Borja i Sanz
- Maria Dolors Pellicer
- Adolf Salvà i Ballester

### Mallorca
- Antoni Maria Alcover, que va recopilar un gran nombre de rondalles de Mallorca abans de començar a escriure el Diccionari català-valencià-balear.
- Marià Aguiló i Fuster
- Rafael Ginard i Bauçà
- Arxiduc Lluís Salvador, autor del Die Balearen i de les Rondalles de Mallorca.

### Menorca
- Francesc Camps i Mercadal
- Andreu Ferrer i Ginard

### Eivissa i Formentera
- Joan Castelló Guasch
- Isidor Macabich

### L'Alguer
- Andreu Bosch
- Susanna Sanna
- Pasqual Scanu
- Antoni Useri

### La Franja de Ponent
- Artur Quintana
- Carles Sancho
- Lluís Borau
- Desideri Lombarte
- Hèctor Moret